# Ulanów (công xã)
Gmina Ulanów là một Gmina đô thị-nông thôn (quận hành chính) ở hạt Nisko, Subcarpathian Voivodeship, ở phía đông nam Ba Lan. Khu hành chính của nó là thị trấn Ulanów, nằm khoảng 11 kilômét (7 mi)   về phía đông của Nisko và 55 km (34 mi)     phía bắc thủ đô khu vực Rzeszów.
Gmina có diện tích 119,56 kilômét vuông (46,2 dặm vuông Anh)     và tính đến năm 2006, tổng dân số của nó là 8.612 (trong đó dân số của Ulanów lên tới 1.494, và dân số của vùng nông thôn của Gmina là 7.118).

## Làng
Ngoài thị trấn Ulanów, Gmina Ulanów chứa các làng và các khu định cư của Bieliniec, Bieliny, Borki, Bukowina, Dąbrowica, Dąbrówka, Dyjaki, Glinianka, Huta Deręgowska, Koszary, Kurzyna Mala, Kurzyna Średnia, Kurzyna Wielka, Podbuk, Podosiczyna, Ryczki, Wólka Bielińska và Wólka Tanewska.

## Gmina lân cận
Gmina Ulanów giáp với các Gmina của Harasiuki, Jarocin, Krzeszów, Nisko, Pysznica và Rudnik nad Sanem.